# Christ's College
Il Christ's College è un college dell'Università di Cambridge, largamente riconosciuto per i suoi alti livelli accademici. Negli anni recenti ha dominato in modo consistente la Tompkins Table dei college. Nonostante questo, il college ha buoni risultati anche nelle attività sportive, soprattutto nel rugby e nel calcio.

## Storia del college
Il college ha origine dalla God's House (Casa di Dio) fondata nel 1437 sulle terre oggi occupate dalla Cappella del King's College. Ricevette la prima licenza reale nel 1446. Si spostò nella locazione attuale nel 1448 quando ricevette la seconda licenza reale. Fu rinominato Christ's College ed ottenne lo Statuto attuale nel 1505 quando ricevette un lascito e fu ampliato da Lady Margaret Beaufort, madre del re Enrico VII.

## Edifici
Gli edifici originari del college, risalenti al XV-XVI secolo, formano oggi parte della Prima Corte (First Court), inclusa la cappella, il Master's Lodge e la torre del Great Gate. L'ingresso stesso è curiosamente sproporzionato: la parte inferiore è stata tagliata per far posto ad un innalzamento del livello stradale, visibile nelle scale che scendono all'ingresso della scala L nella torre d'ingresso. La hall del college, di George Gilbert Scott il giovane, fu aggiunta tra il 1875 ed il 1879. Il prato della Prima Corte è rotondo e la wisteria che copre la facciata del Master's lodge è probabilmente la più grande d'Europa.
La Seconda Corte (Second Court) è edificata solo su tre lati, uno dei quali è formato dal Fellows' Building risalente agli anni 1640. Il quarto lato dà sui giardini del Master. Lo Stevenson Building nella Terza Corte fu progettato da John James Stevenson, negli anni 1880. La Terza Corte è nota anche per le iris, che furono donate al college.
La controversa New Court costruita in calcestruzzo a strati (spesso soprannominata ‘la Macchina da scrivere’) fu progettata in stile modernista da Sir Denys Lasdun tra il 1966 ed il 1970. Descritta come "superba" nel necrologio di Ladsun pubblicato sul Guardian, il critico di design Hugh Pearman commenta: "[Lasdun] ebbe grandi difficoltà relative alla strada che si allungava sul retro".  Appare molto chiaramente nelle fotografie aeree, formando parte del confine settentrionale del college.
Altri edifici confinanti sono stati assorbiti nel college, tra cui il più celebre è il Todd Building, l'ex sede della Contea.
Collegato con un arco dal Fellows' Building si trova il Fellows' Garden. Comprende due alberi di gelso, il più vecchio piantato nel 1608, lo stesso anno in cui nacque John Milton. Entrambi gli alberi sono inclinati su un lato, il più giovane vittima della Tempesta del 1987, e sono oggi ricoperti di terra lungo il tronco, ma continuano a dare frutti ogni anno.

## Società del college
La Junior Combination Room, l'associazione degli studenti del Christ's College è impegnata in ogni aspetto della vita degli studenti. Rappresentante del corpo studentesco, organizza eventi sociali e di welfare, e negozia per conto degli studenti sulle questioni importanti. L'home page del JCR è accessibile qui.
Degne di nota sono anche la squadra di calcio, il CCAFC, la squadra di rugby, il CCRFC, la squadra di canottaggio ed il Coro della Cappella.
Il college organizza un May Ball ogni due anni.

## Master
- 1505–1507 John Sickling
- 1507–1510 Richard Wyot
- 1510–1517 Thomas Thompson
- 1517–1530 John Watson
- 1530–1548 Henry Lockwood
- 1548–1553 Richard Wilkes
- 1553–1556 Cuthbert Scot
- 1556–1559 William Taylor
- 1559–1582 Edward Hawford
- 1582–1609 Edmund Barwell
- 1609–1622 Valentine Cary
- 1622–1646 Thomas Bainbridge
- 1646–1654 Samuel Bolton
- 1654–1688 Ralph Cudworth
- 1688–1722 John Covel
- 1723–1745 William Towers
- 1745–1754 George Henry Rooke
- 1754–1780 Hugh Thomas
- 1780–1808 John Barker
- 1808–1814 Thomas Browne
- 1814–1830 John Kaye
- 1830–1848 John Graham
- 1849–1849 Joseph Shaw
- 1849–1881 James Cartmell
- 1881–1887 Charles Anthony Swainson
- 1887–1910 John Peile
- 1910–1927 Sir Arthur Shipley
- 1927–1936 Norman McLean
- 1936–1939 Charles Galton Darwin
- 1939–1950 Charles Raven
- 1950–1963 Brian Downs
- 1963–1978 Alexander Robert Todd, Barone Todd
- 1978–1982 Sir John Plumb
- 1982–1995 Sir Hans Kornberg
- 1995–2002 Alan Munro
- 2002–2006 Malcolm Bowie